# Spinivalva gaucha
Spinivalva gaucha is een vlinder uit de familie van de mineermotten (Gracillariidae). De wetenschappelijke naam van de soort werd voor het eerst geldig gepubliceerd in 2013 door Moreira & Vargas.